# Дев'ятово (Сарапульський район)
Дев'я́тово (рос. Девятово) — присілок в Сарапульському районі Удмуртії, Росія.
Присілок розташований на річці Яромасска, у місці впадіння до неї лівої притоки Осиновка.
Урбаноніми:
- вулиці — Азіна, Зарічна, Польова, Радянська, Ювілейна
- провулки — Дальній, Молодіжний, Торговий, Шкільний

## Населення
Населення становить 523 особи (2010, 499 у 2002).
Національний склад (2002):
- росіяни — 74 %